# Arrondissement di Lesparre-Médoc
L'arrondissement di Lesparre-Médoc è una suddivisione amministrativa francese, situata nel dipartimento della Gironda e nella regione della Nuova Aquitania.

## Composizione
L'arrondissement di Lesparre-Médoc, dal 2006, raggruppa 51 comuni in 5 cantoni:
- Cantone di Castelnau-de-Médoc
- cantone di Lesparre-Médoc
- cantone di Pauillac
- cantone di Saint-Laurent-Médoc
- cantone di Saint-Vivien-de-Médoc